# Alexandre de Merode
Prins Alexandre de Merode Etterbeek, 24 mei 1934 - Brussel, 20 november 2002), lid van het huis Merode, was van 1967 tot 2000 voorzitter van de medische commissie van het Internationaal Olympisch Comité. In die functie was hij een bestrijder van doping tijdens de Olympische Spelen. De Merode was eveneens tweemaal vicevoorzitter van het IOC.

## Loopbaan

### Opleiding en beginjaren
De Merode was historicus van opleiding en voltooide bijkomende opleidingen in de rechten en in filosofie.
In het begin van de jaren 1960 werd hij bestuurslid van de Belgisch Olympisch Comité, voorzitter van de Hoge Raad voor Sport, voorzitter van de antidopingcommissie bij het ministerie van Volksgezondheid. Verder werd hij voorzitter van de Belgische parachutistenbond.

### IOC
In 1964 werd prins De Merode lid van het Internationaal Olympisch Comité. Vanaf de aanvang was hij betrokken bij de organisatie van onverwachte controles op het gebruik van stimulerende middelen bij atleten op de Olympische Zomerspelen 1964 in Tokio. De medische commissie van het IOC ging zich vanaf dan ook bezighouden met de strijd tegen het dopinggebruik en in 1967 werd De Merode voorzitter van de medische commissie. Gedurende de 33 jaar dat hij deze functie uitoefende was de strijd tegen het dopinggebruik zijn voornaamste bekommernis.
Zijn grootste succes boekte De Merode in 1988 toen Ben Johnson tijdens de Olympische Zomerspelen in Seoel betrapt werd op het gebruik van stanozolol. In 1994 kwam prins De Merode in opspraak en werd hij er van beschuldigd  een aantal dopinggevallen van de Olympische Zomerspelen 1984 in Los Angeles in de doofpot te hebben gestopt. Hij werd hiervan vrijgepleit. De laatste jaren van zijn voorzitterschap kreeg hij kritiek omdat hij de snelle evolutie in de strijd tegen doping met moeite bijbeende. In 1999 was hij een van de medeoprichters van het WADA, het Wereldantidopingagentschap. De medische commissie van het IOC verloor aan invloed ten voordele van het WADA en in 2000 trad De Merode af als voorzitter van de commissie.
De Merode was tussen 1980 en 1998 eveneens lid van de Raad van bestuur van het IOC. Tussen 1986 en 1990 en tussen 1994 en 1998 was hij vicevoorzitter onder het leiderschap van Juan Antonio Samaranch. In 1999 werd hij lid van de hervormingscommissie binnen het IOC dat gevormd werd na het omkoopschandaal naar aanleiding van de toewijzing van de Olympische Winterspelen 2002 aan Salt Lake City.

### Erfgoed
Van 1979 tot aan zijn dood in 2002 was De Merode voorzitter van de Koninklijke Vereniging der Historische Woonsteden en Tuinen van België, een vereniging die ijvert voor het behoud van het historisch Belgisch woonerfgoed en die eigenaar is van de kastelen van Laarne en Beersel. 
Hij was ook voorzitter van het Office généalogique et héraldique de Belgique.
De Merode was zelf eigenaar van het kasteel van Solre-sur-Sambre, dat hij in 1989 kocht van de familie de Wignancourt.
Hij was eredoctor in de geneeskunde van de Universiteit van Ferrara.